# Myotis dinellii
El murciélago (Myotis dinellii) es una especie de quiróptero del género Myotis. Habita en zonas boscosas del centro-oeste y sur de Sudamérica. Posee una dieta insectívora.

## Taxonomía
Esta especie fue descrita originalmente en el año 1902 por el zoólogo británico Oldfield Thomas.
Caracterización y relaciones filogenéticas
Pertenece al subgénero “Leuconoe”. Se la ha tratado como una subespecie de Myotis levis, es decir: Myotis levis dinellii, sin embargo, esa decisión fue cambiada, separándose ambas formas en sendas especies.

## Distribución
Este murciélago se distribuye desde el centro de Bolivia a través del noroeste y oeste de la Argentina hasta el norte de la Patagonia.

## Conservación
Según la organización internacional dedicada a la conservación de los recursos naturales Unión Internacional para la Conservación de la Naturaleza (IUCN), al no poseer mayores peligros y vivir en algunas áreas protegidas, la clasificó como una especie bajo “preocupación menor” en su obra: Lista Roja de Especies Amenazadas.